# Yerevan
Yerevan (tiếng Armenia: Երևան, cách viết cổ điển: Երեւան [jɛɾɛˈvɑn], ngheⓘ; tiếng Azerbaijani: İrəvan; tiếng Nga: Ереван) là thủ đô và thành phố lớn nhất Armenia, cũng là một trong các thành phố cổ nhất luôn có dân cư ngụ. Nằm dọc theo sông Hrazdan, Yerevan là trung tâm hành chính, văn hóa, và kinh tế của đất nước. Nó đã là thủ đô Armenia từ năm 1918 (thủ đô thứ mười ba trong lịch sử Armenia, và là thủ đô thứ bảy nằm trên bình nguyên Ararat).
Lịch sử Yerevan khởi đầu vào thế kỷ 8 TCN, với sự thành lập pháo đài Erebuni năm 782 TCN bởi vua Argishti I của Urartu tại mạn tây của bình nguyên Ararat. Erebuni được "thiết lập làm một trung tâm hành chính và tôn giáo, một thủ phủ hoàng gia hoàn chỉnh." Vào thời Vương quốc Armenia cổ đại, những thủ đô mới được chọn và Yerevan mất đi tầm quan trọng. Dưới sự cai trị của Iran và Nga, đây là trung tâm của hãn quốc Erivan từ năm 1736 đến 1828 và của Guberniya Erivan từ năm 1850 đến 1917. Sau Chiến tranh thế giới thứ nhất, Yerevan trở thành thủ đô của Đệ nhất Cộng hòa Armenia do hàng nghìn người sống sót trong cuộc diệt chủng người Armenia tại đế quốc Ottoman di cư đến nơi này. Thành phố mở rộng nhanh chóng vào thế kỷ 20 khi Armenia gia nhập Liên Xô. Trong chỉ vài thập niên, Yerevan chuyển từ một tỉnh lỵ nhỏ của đế quốc Nga, thành trung tâm văn hóa, nghệ thuật và công nghiệp của Armenia.
Với sự tăng trưởng của kinh tế đất nước, Yerevan đang trải qua sự biến chuyển lớn do nhiều phần của thành phố được xây dựng lại kể từ đầu thập niên 2000, những nơi như nhà hàng, cửa hiệu, và tiệm cà phê, vốn ít ỏi vào thời Liên Xô, đã mọc lên nhanh chóng. Tính đến  năm 2011, dân số Yerevan là 1.060.138 người, tức hơn 35% tổng dân số của toàn Armenia. Theo ước tính chính thức năm 2016, dân số thành phố đạt 1.073.700.

## Khí hậu
Yerevan có khí hậu bán khô hạn lạnh (phân loại khí hậu Köppen BSk), bị ảnh hưởng bởi lục địa. Lượng mưa trung bình hàng năm là khoảng 318 mm.
| Dữ liệu khí hậu của Yerevan             | Dữ liệu khí hậu của Yerevan | Dữ liệu khí hậu của Yerevan | Dữ liệu khí hậu của Yerevan | Dữ liệu khí hậu của Yerevan | Dữ liệu khí hậu của Yerevan | Dữ liệu khí hậu của Yerevan | Dữ liệu khí hậu của Yerevan | Dữ liệu khí hậu của Yerevan | Dữ liệu khí hậu của Yerevan | Dữ liệu khí hậu của Yerevan | Dữ liệu khí hậu của Yerevan | Dữ liệu khí hậu của Yerevan | Dữ liệu khí hậu của Yerevan |
| Tháng                                   | 1                           | 2                           | 3                           | 4                           | 5                           | 6                           | 7                           | 8                           | 9                           | 10                          | 11                          | 12                          | Năm                         |
| --------------------------------------- | --------------------------- | --------------------------- | --------------------------- | --------------------------- | --------------------------- | --------------------------- | --------------------------- | --------------------------- | --------------------------- | --------------------------- | --------------------------- | --------------------------- | --------------------------- |
| Cao kỉ lục °C (°F)                      | 19.5 (67.1)                 | 19.6 (67.3)                 | 28.0 (82.4)                 | 35.0 (95.0)                 | 34.2 (93.6)                 | 38.6 (101.5)                | 42.4 (108.3)                | 42.0 (107.6)                | 40.0 (104.0)                | 34.1 (93.4)                 | 26.0 (78.8)                 | 20.0 (68.0)                 | 42.6 (108.7)                |
| Trung bình ngày tối đa °C (°F)          | 1.2 (34.2)                  | 5.5 (41.9)                  | 12.6 (54.7)                 | 19.4 (66.9)                 | 24.1 (75.4)                 | 29.9 (85.8)                 | 33.7 (92.7)                 | 33.4 (92.1)                 | 28.7 (83.7)                 | 21.0 (69.8)                 | 12.4 (54.3)                 | 4.6 (40.3)                  | 18.9 (66.0)                 |
| Trung bình ngày °C (°F)                 | −3.6 (25.5)                 | 0.1 (32.2)                  | 6.3 (43.3)                  | 12.9 (55.2)                 | 17.4 (63.3)                 | 22.6 (72.7)                 | 26.4 (79.5)                 | 26.1 (79.0)                 | 21.1 (70.0)                 | 13.8 (56.8)                 | 6.2 (43.2)                  | −0.2 (31.6)                 | 12.4 (54.3)                 |
| Tối thiểu trung bình ngày °C (°F)       | −7.5 (18.5)                 | −4.4 (24.1)                 | 0.7 (33.3)                  | 7.0 (44.6)                  | 11.2 (52.2)                 | 15.4 (59.7)                 | 19.4 (66.9)                 | 18.8 (65.8)                 | 13.4 (56.1)                 | 7.5 (45.5)                  | 1.1 (34.0)                  | −3.9 (25.0)                 | 6.6 (43.9)                  |
| Thấp kỉ lục °C (°F)                     | −27.6 (−17.7)               | −26 (−15)                   | −19.1 (−2.4)                | −10.2 (13.6)                | −0.6 (30.9)                 | 3.7 (38.7)                  | 7.5 (45.5)                  | 7.9 (46.2)                  | 0.1 (32.2)                  | −6.5 (20.3)                 | −14.4 (6.1)                 | −28.2 (−18.8)               | −28.2 (−18.8)               |
| Lượng Giáng thủy trung bình mm (inches) | 20 (0.8)                    | 21 (0.8)                    | 29 (1.1)                    | 51 (2.0)                    | 42 (1.7)                    | 22 (0.9)                    | 16 (0.6)                    | 9 (0.4)                     | 8 (0.3)                     | 32 (1.3)                    | 26 (1.0)                    | 20 (0.8)                    | 296 (11.7)                  |
| Số ngày mưa trung bình                  | 2                           | 4                           | 8                           | 12                          | 12                          | 8                           | 5                           | 4                           | 4                           | 8                           | 7                           | 4                           | 78                          |
| Số ngày tuyết rơi trung bình            | 7                           | 7                           | 2                           | 0.2                         | 0                           | 0                           | 0                           | 0                           | 0                           | 0.1                         | 1                           | 5                           | 22                          |
| Độ ẩm tương đối trung bình (%)          | 81                          | 74                          | 62                          | 59                          | 58                          | 51                          | 47                          | 47                          | 51                          | 64                          | 73                          | 79                          | 62                          |
| Số giờ nắng trung bình tháng            | 93                          | 108                         | 162                         | 177                         | 242                         | 297                         | 343                         | 332                         | 278                         | 212                         | 138                         | 92                          | 2.474                       |
| Nguồn 1: Pogoda.ru.net                  |                             |                             |                             |                             |                             |                             |                             |                             |                             |                             |                             |                             |                             |
| Nguồn 2: NOAA                           |                             |                             |                             |                             |                             |                             |                             |                             |                             |                             |                             |                             |                             |

## Liên kết nghĩa
- Yerevan Municipality
- Yerevan History Museum
- My Yerevan portal
- Other Yerevan
- Yerevan article on Armeniapedia
- Photos of Yerevan Sights Lưu trữ ngày 4 tháng 3 năm 2009 tại Wayback Machine